# B.o.B Presents: The Adventures of Bobby Ray
B.o.B Presents: The Adventures of Bobby Ray är den amerikanske rapparen B.o.Bs debutalbum, släppt den 27 april 2010 på Grand Hustle Records, Rebel Rock Entertainment och Atlantic Records. Albumet producerades mellan 2008 och 2010 av B.o.B, Crada, Dr. Luke, The Smeezingtons, Jim Jonsin, Lil' C, Alex da Kid, Polow da Don och DJ Frank E.
Albumet debuterade på första plats på US Billboard 200 efter ha sålt 84 000 exemplar den första veckan. Tre singlar från albumet gjorde succé på topplistorna, dessa var "Magic", "Nothin' on You" och "Airplanes". Vid albumets release fick det flera positiva recensioner från olika musikkritiker.

## Låtlista
| Nr  | Titel                                                 | Kompositör | Producent(er)                        | Längd |
| --- | ----------------------------------------------------- | --- | ------------------------------------ | ----- |
| 1.  | Don't Let Me Fall                                     | Bobby Ray Simmons, Jr., Clarence Montgomery III | B.o.B                                | 4:35  |
| 2.  | Nothin' on You (feat. Bruno Mars)                     | Simmons, Jr., Peter Gene Hernandez, Philip Lawrence, Ari Levine | The Smeezingtons                     | 4:29  |
| 3.  | Past My Shades (feat. Lupe Fiasco)                    | Simmons, Jr., Wasalu Muhammad Jaco | B.o.B                                | 3:33  |
| 4.  | Airplanes (feat. Hayley Williams)                     | Simmons, Jr., Alexander Grant, Jeremy Dussolliet, Justin Franks, Tim Sommers | Alex da Kid, DJ Frank E              | 3:01  |
| 5.  | Bet I (feat. T.I. and Playboy Tre)                    | Simmons, Jr., Clifford Harris, Montgomery III, Jesse McMullen, Jr. | Kuttah                               | 4:17  |
| 6.  | Ghost in the Machine                                  | Simmons, Jr. | B.o.B                                | 4:53  |
| 7.  | The Kids (featuring Janelle Monáe)                    | Bobby Simmons, Jr., Franks, Ezra Koenig, Rostam Batmanglij, Chris Baio, Chris Tomson | DJ Frank E                           | 3:26  |
| 8.  | Magic (feat. Rivers Cuomo)                            | Simmons, Jr., Lukasz Gottwald, Rivers Cuomo | Dr. Luke                             | 3:16  |
| 9.  | Fame                                                  | Simmons, Jr., Zekuumba Zekkariyas, George Gershwin, Ira Gershwin, DuBose Heyward, Dorothy Heyward, Christopher Lanier, Montgomery III, Alvin Lindsay, Kentrell Lindsay, Howard Coney, Dwight Watson | The Knux                             | 3:41  |
| 10. | Lovelier Than You                                     | Simmons, Jr. | B.o.B                                | 4:04  |
| 11. | 5th Dimension (featuring Ricco Barrino)               | Simmons, Jr., Marvin Gaye, Harris, James Nyx, Kassim Vonricco Washington, Cordale Quinn | B.o.B, T.I., Lil' C                  | 3:23  |
| 12. | Airplanes, Part II (feat. Eminem and Hayley Williams) | Simmons, Jr., Dussolliet, Grant, Luis Resto, Marshall Mathers, Sommers | Alex da Kid, Eminem, Luis Resto (co) | 5:19  |

Bonuslåtar
| 13. | Letters from Vietnam                      | B.o.B                   | 4:13  |
| 14. | I See Ya                                  | Da Honorable C.N.O.T.E. | 3:18  |
| 15. | B.o.B interview                           | B.o.B                   | 30:10 |
| 16. | Nothin' on You (feat. Bruno Mars) (video) | The Smeezingtons        | 3:37  |